# سیالیت جنسی
سیالیت جنسی (به انگلیسی: sexual fluidity) به تغییر یا تغییراتی در میل جنسی یا هویت جنسی شخص گفته می‌شود. این مطلب که آیا میل جنسی در طول زندگی شخص پایدار است یا سیّالیت و تغییرپذیری دارد، امری است که به شدت مورد بحث قرار گرفته‌است. نظر بعضی دانشمندان بر آن است که گرایش جنسی، برخلاف هویت جنسی، می‌تواند تابع اختیار یا انتخاب خود فرد نباشد هرچند ممکن است تابع اختیار یا انتخاب خود فرد هم باشد. تمایز بین گرایش جنسی و هویت جنسی امر مهمی است که عدم توجه به آن می‌تواند منجر به این تصور گردد که ممکن است گرایش جنسی تغییرپذیر باشد. هر چند بعضی دانشمندان به‌طور کلی معتقدند گرایش جنسی معمولاً می‌تواند پایدار باشد، ولی هویت جنسی یک شخص (یعنی تصوری که نسبت به گرایش جنسی خود دارد) ممکن است طی زندگی او دچار تحول گردد و در راستا یا برخلاف جنسیت زیست‌شناختی، رفتار جنسی، یا گرایش جنسی واقعی او باشد. بعضی مراجع پزشکی اعلام کرده‌اند که برای بعضی اشخاص گرایش جنسی امری ذاتی، پیوسته یا ثابت در طول زندگی است، برای بعضی دیگر سیّال بوده و طی زمان تغییر می‌کند، اما انجمن روان‌شناسی آمریکا اعلام می‌دارد که باید بین گرایش جنسی (جاذبه ای درونی) و هویت جنسی (که ممکن است در هر مقطعی در زندگی فرد دستخوش تغییر شود) تمایز قایل شد. به عنوان مثال، بسیاری از کسانی که گرایش جنسی به همجنس دارند پیش از روند آشکارسازی علایق همجنسگرایانه‌ی خود را انکار می‌کنند و سعی بر این دارند که وارد روابط دگرجنس‌گرایانه شوند. در صورتی که این افراد تمایلات همجنس‌گرایانه‌ی خود را بپذیرند، ممکن است پس از روند آشکارسازی به نظر بیاید که گرایش جنسی آنها تغییر یافته‌است در حالی که در واقع هویت جنسی آنها دچار تغییر شده‌است.